# Forat del Gel (Llimiana)
El Forat del Gel, és una cova del terme municipal de Llimiana, (el Pallars Jussà), amb un jaciment arqueològic inclòs a l'Inventari  del Patrimoni Arqueològic i Paleontològic de Catalunya.
Està situada en el vessant septentrional del Montsec de Rúbies, al nord-est del Tossal de la Torreta i al nord-oest del Tossal de Mirapallars. És a llevant de Sant Salvador del Bosc.